# Charlie Parker

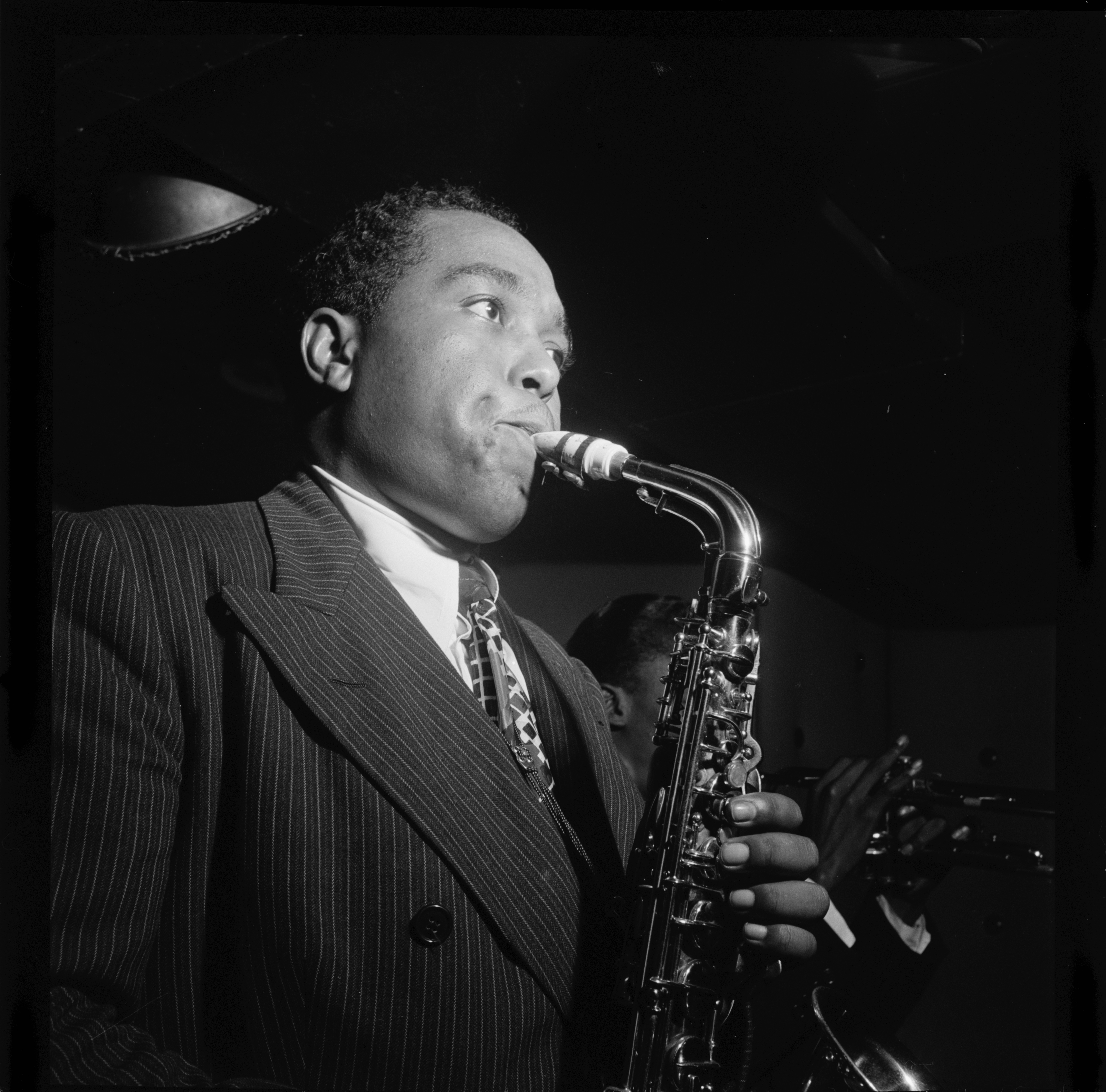
Charlie Parker 1947, Bild von William P. Gottlieb

Charlie „Bird“ Parker (* 29. August 1920 als Charles Parker Jr. in Kansas City, Kansas; † 12. März 1955 in New York City) war ein US-amerikanischer Musiker (Altsaxophonist und Komponist), der als einer der Schöpfer und herausragenden Interpreten des Bebop zu einem wichtigen und einflussreichen Musiker in der Geschichte des Jazz wurde. Seine Musik „hat den Jazz beeinflusst wie vor ihm nur die von Louis Armstrong, wie nach ihm die von John Coltrane und Miles Davis“.
Ab 1942 wirkte er an den legendären Jamsessions im Monroe’s und im Minton’s Playhouse in Harlem mit, wo er gemeinsam mit Dizzy Gillespie und Thelonious Monk entscheidende Grundlagen für den Modern Jazz legte. Er spielte dabei, für damalige Verhältnisse, kühne Dissonanzen und rhythmische Verschiebungen, die aber allesamt von seinem Gefühl für melodische Schlüssigkeit geprägt waren. Auch in sehr schnellen Stücken vermochte er prägnant und stimmig mit hoher Intensität zu improvisieren. Anfang der 1950er-Jahre verschlechterte sich der gesundheitliche Zustand des Saxophonisten, der seit seiner Jugend drogensüchtig war. Seinen letzten Auftritt hatte er am 5. März 1955 in dem nach ihm benannten New Yorker Jazzclub Birdland.

## Leben

### Anfänge in Kansas City
Parker wurde in Kansas City geboren. Der Vater war Service-Steward beim Santa Fe Express. Die Mutter machte noch als Sechzigjährige eine Ausbildung zur Krankenschwester. Charlie Parker hatte einen älteren Bruder, der als Postangestellter beim Kansas City Post-Office arbeitete. Parker begann erst nach dem Besuch der Lincoln High School, Altsaxophon zu spielen. Zwar hatte seine Mutter es ihm 1933 geschenkt, doch Parker interessierte sich zunächst nicht dafür und verlieh das Saxophon zwei Jahre lang an einen Freund. Stattdessen spielte er Tenorhorn in der Brass Band der Highschool. So fragte ihn John Maher in einem Interview, bei dem auch Marshall Stearns anwesend war: „Haben Sie in der Marschkapelle Ihrer Oberschule … Tenorhorn gespielt?“ Darauf Parker: „… Sie hatten etwas, das sich Symphonisches Blasorchester nannte … Tenorhorn, ja richtig … Nein, nicht ganz so groß wie eine Tuba. Es besitzt drei Ventile. Zwischen einer Tuba und einem Althorn, ziemlich groß. Sie müssen es auf diese Art halten, Sie wissen schon, auf diese Art.“ – (Gelächter). Parker begann sich erst mit etwa 17 Jahren für das Altsaxophon zu interessieren. Parker spielte schon bald professionell mit diversen Bands, unter anderem mit Mary Colston Kirk, mit George E. Lee and his Novelty Singing Orchestra, der Territory Band von Tommy Douglas oder mit den Deans Of Swing. Bassist Gene Ramey wurde einer seiner Freunde, mit dem er später auch in der Band von Pianist Jay McShann spielte. Parker hörte zu dieser Zeit einige der damals bekanntesten Saxophonisten, darunter die Tenorsaxophonisten Herschel Evans, Coleman Hawkins und Lester Young.
Russells Biografie zufolge hatte Parker im späten Frühjahr 1936 auf einer Jam-Session mit Mitgliedern der Count-Basie-Bigband ein Schlüsselerlebnis: Er spielte damals so schlecht, dass Schlagzeuger Jo Jones vor Wut sein Schlagzeug-Becken auf den Fußboden warf. Danach ließ sich Parker während eines Engagements am Lake Taneycomo vom Gitarristen seiner Combo in Harmonielehre unterrichten. Augenzeugen zufolge war er danach wie verwandelt: Von einem wenig kompetenten Saxophonisten mit miserablem Ton hatte er sich in einen fähigen und ausdrucksstarken Musiker entwickelt, der es nun sogar mit weit erfahreneren Saxophonisten aufnehmen konnte.

### Durchbruch als Musiker

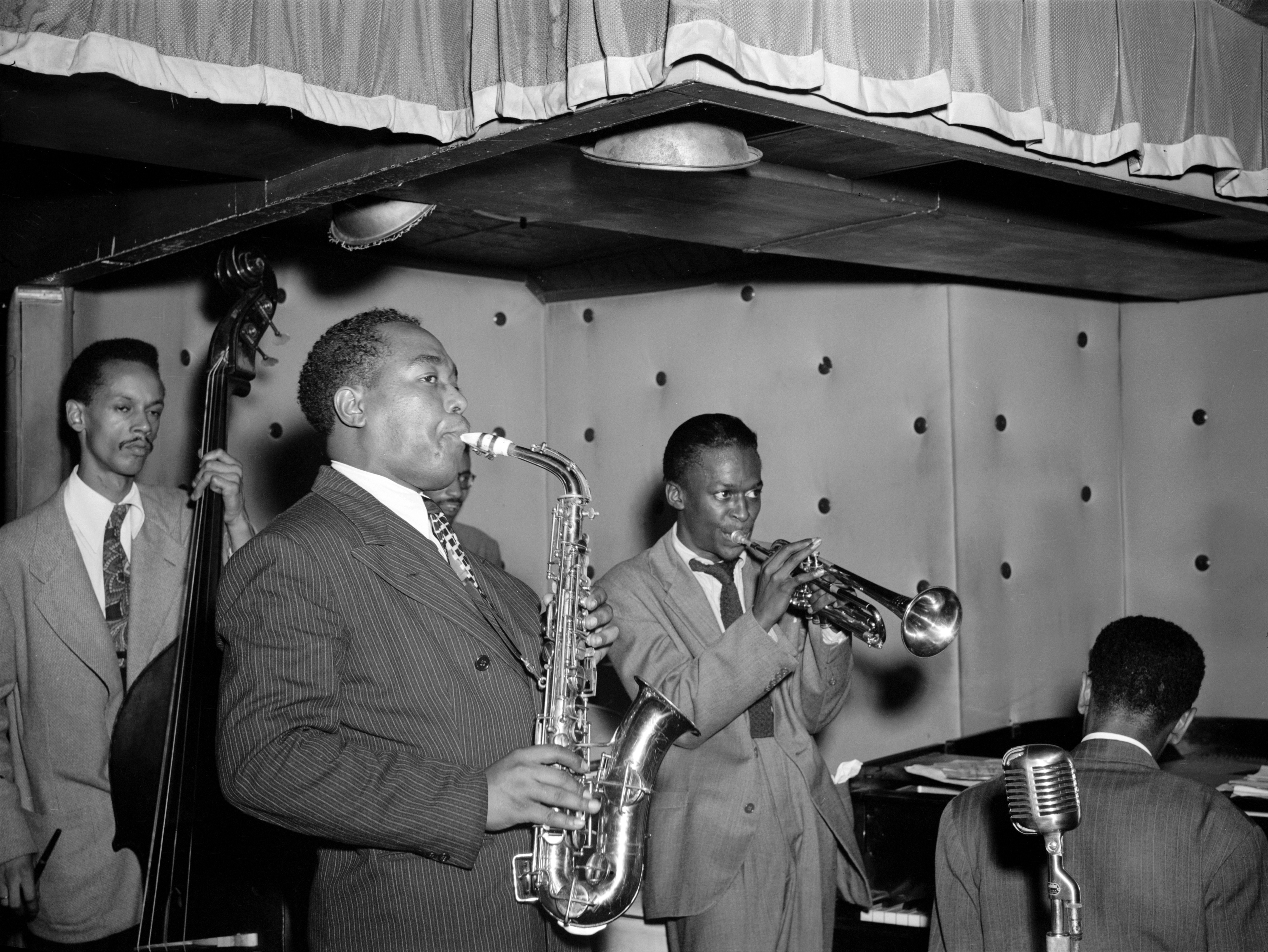
Tommy Potter, Charlie Parker, Max Roach (verdeckt), Miles Davis und Duke Jordan (von links nach rechts), ca. August 1947.
Fotografie von William P. Gottlieb.

Nach Zwischenstationen in der Band von Jay McShann (1937 bis 1942), bei Noble Sissle (1942/43), in der Big Band von Earl Hines, in dessen Orchester er mit dem Trompeter und Arrangeur Dizzy Gillespie erstmals zusammenarbeitete, bei Cootie Williams, Andy Kirk und der innovativen Big Band von Billy Eckstine gründete Parker 1945 zusammen mit Gillespie die erste Bebop-Combo. Mit ihren energetischen Rhythmen und ihrer für den Jazz innovativen Harmonik stellte sie eine klare Absage an den etablierten Swing dar und wurde darum anfangs auch heftig kritisiert: Cab Calloway etwa nannte ihren Stil abfällig „chinese music“. Bis Ende der 1940er-Jahre hatte sich der Bebop jedoch als der definitive neue Jazz-Stil durchgesetzt und die Ära des modernen Jazz eingeleitet. Aus dieser Zeit stammen einige wichtige Aufnahmen, beispielsweise von Billie’s Bounce, Now’s the Time, Donna Lee – komponiert von Miles Davis – und Koko. Dort übernahm jedoch Gillespie, der hohe Töne und schnelle Passagen sicherer beherrschte als Davis, den Trompeten-Part.

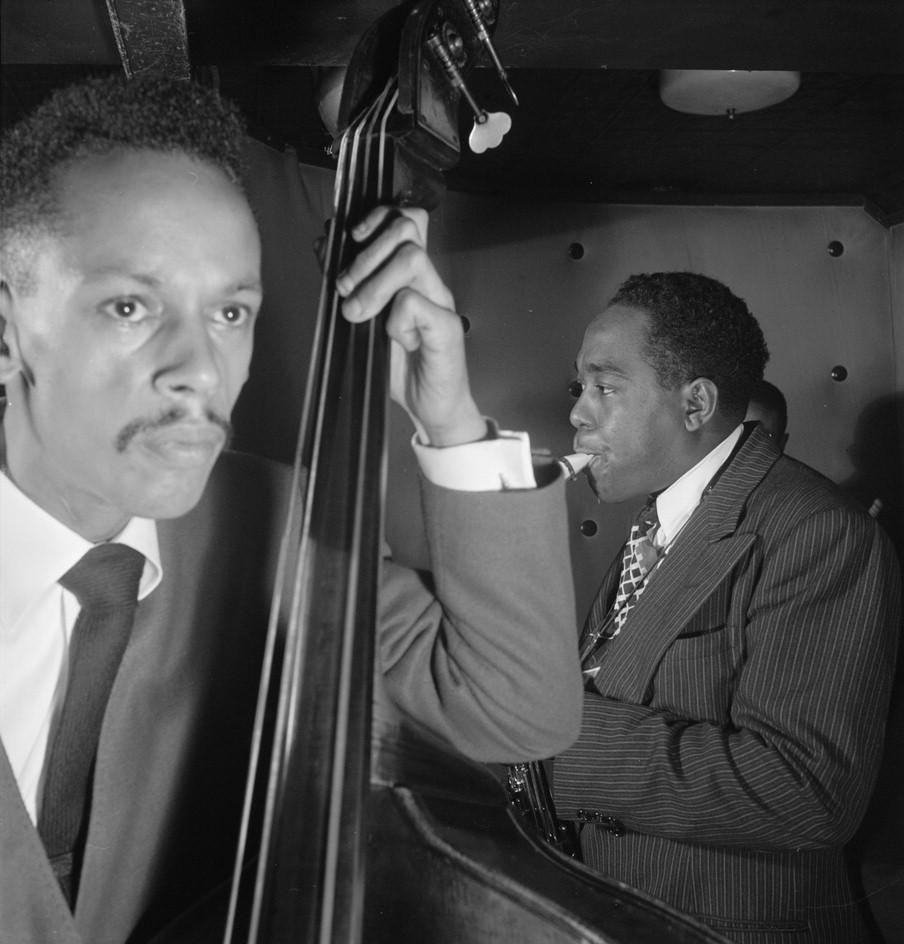
Tommy Potter, Parker und Max Roach (verdeckt), Auftritt im New Yorker Jazzclub Three Deuces, ca. November 1946.
Fotografie von William P. Gottlieb.

Nachdem Dizzy Gillespie die Band 1946 während eines Aufenthalts in Hollywood aufgelöst hatte, blieb Parker als einziges Bandmitglied ein Jahr in Kalifornien, trat bei JATP-Konzerten mit Lester Young auf und stellte dort eine eigene Band zusammen, in der zuerst der junge Miles Davis, danach Howard McGhee – ein Schüler Gillespies – die Trompete übernahmen. Hier unterschrieb er auch einen ersten Plattenvertrag mit dem Jazz-Label Dial Records von Ross Russell, seinem späteren Biografen, und nahm eine Reihe seiner wichtigsten Stücke auf, darunter die Yardbird Suite, Moose The Mooche und A Night in Tunisia mit dem berühmten Altsaxophon-Break (famous alto break) im ersten Take.
Nach einer Aufnahmesession, bei der er unter anderem Lover Man einspielte, erlitt Parker einen Nervenzusammenbruch und musste ins Camarillo State Hospital eingeliefert werden, wo er einige Monate blieb. Nach seiner Entlassung kehrte er wieder nach New York zurück und stellte dort ein neues Quintett unter anderem mit Miles Davis zusammen. Dieses erhielt ein festes Engagement im Three Deuces auf der damals berühmten 52nd Street. 1948 hatte das Charlie-Parker-Quintett unter anderem ein Engagement im Royal Roost, wo viele Auftritte live mitgeschnitten und später veröffentlicht wurden (The Bird Returns); im Mai 1949 trat es auf dem Pariser Festival International 1949 de Jazz auf. Ab 1948 nahm Parker bis zu seinem Tode für Mercury Records, dann Verve Records auf, die Aufnahmen erschienen zusammengefasst unter dem Titel Bird: The Complete Charlie Parker on Verve.
1949 folgten einige Aufnahmen mit Streichern, Oboe, Waldhorn und Harfe, die unter dem Titel Charlie Parker with Strings auf Verve veröffentlicht wurden. Davon zählt Just Friends zu den herausragenden Aufnahmen Parkers, wie er selbst hervorhob. Er zeigt sich hier in solistischer Höchstform und erhält zudem durch ein Klaviersolo von Stan Freeman kongeniale Begleitung. Sie waren die kommerziell erfolgreichsten Aufnahmen in Parkers Karriere, aber schon bei ihrem Erscheinen wurden die Studio-Arrangements von vielen Jazzkritikern als Anbiederung an den Massengeschmack abgelehnt.
Im nächsten Parker-Quintett stand der junge weiße Trompeter Red Rodney in der „front line“, der zuvor mit so renommierten Bands wie dem Claude Thornhill Orchestra und bei Woody Herman gespielt hatte. Am Piano saß nun Al Haig, Bass spielte Tommy Potter, Schlagzeug einer der besten jungen Bebop-Drummer, Roy Haynes. Von dieser Band gibt es – abgesehen von einer Reihe von Studioaufnahmen – einen sehr aufschlussreichen Livemitschnitt, der als Bird at St. Nick’s veröffentlicht wurde. Dort sind – wie später auch von Dean Benedetti, einem ergebenen Parker-Fan der ersten Stunde – von den Soli nur Parkers Saxophon-Passagen zu hören. Diese offenbaren teilweise eine damals schon sehr „freie“ Spielweise.
Die Band tourte dann durch die Südstaaten der USA. Dort wurden damals noch keine gemischtrassigen Bands toleriert, so dass der weiße Pianist Al Haig durch den schwarzen Walter Bishop ersetzt und Red Rodney als „Albino Red“ – also weißhäutiger Schwarzer – angekündigt wurde. Wegen der miserablen hygienischen Bedingungen für schwarze Bands war dies Parkers letzte Tournee durch die Südstaaten. Russell beschreibt diese Episode ausführlich in seiner Biografie.
Aus dem Ende 1949 eröffneten und nach Parkers Spitznamen benannten „Birdland“ stammen noch einige interessante Livemitschnitte der 1950er-Jahre, wie auch weitere Live-Aufnahmen von Charlie Parker with Strings. Ihren Abschluss bildet ein Konzert, das Parker 1953 in der „Massey Hall“ in Toronto gab und das Charles Mingus, sein damaliger Bassist, mitschnitt und später auf seinem eigenen Label Debut Records veröffentlichte. Jazz at Massey Hall gilt als eine Art „Schwanengesang“ des Bebop, da der Trend inzwischen zum von Miles Davis eingeleiteten Cool Jazz gegangen war.

### Abstieg und Tod
Parker war wahrscheinlich schon seit seinem fünfzehnten Lebensjahr heroinabhängig, so Ross Russell. Oft wurde er wegen seines unberechenbaren Verhaltens auf der Bühne aus laufenden Spielverträgen entlassen, so dass er immer seltener feste Engagements bekam. So sah er seinen Stern ab etwa 1950 langsam aber sicher sinken. Letzte Höhepunkte waren seine beiden Auftritte im März und September 1953 im Bostoner Club Storyville.
Am 12. März 1955 starb Charlie Parker, geschwächt von Leberzirrhose, Magengeschwüren und einer Lungenentzündung, im New Yorker Hotel Stanhope in der Suite der Baroness Pannonica de Koenigswarter, einer Gönnerin schwarzer Jazzmusiker.

## Die Musik Charlie Parkers

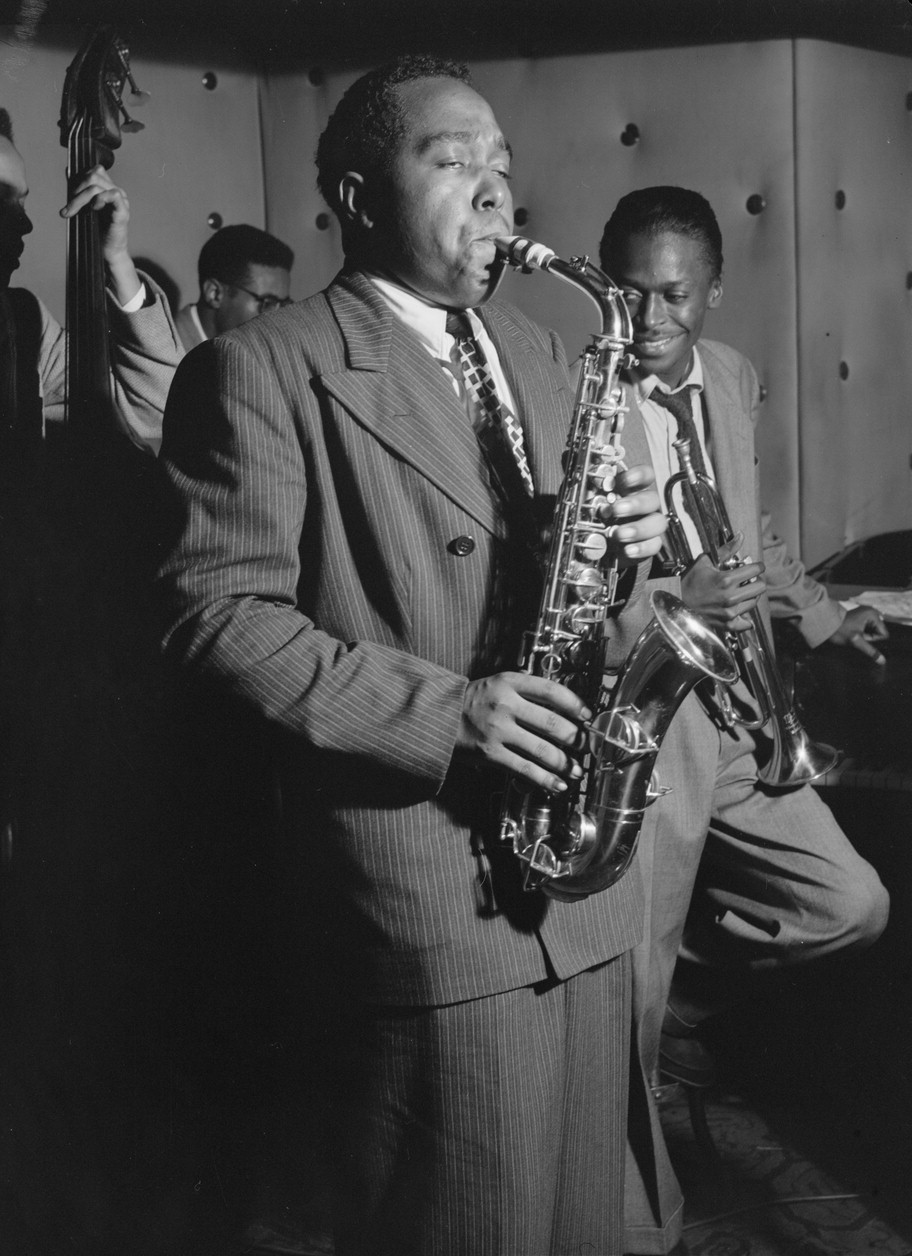
Charlie Parker mit Tommy Potter, Miles Davis, Max Roach um 1947.
Fotografie von William P. Gottlieb.

Parkers Spielweise ist geprägt von einer äußerst lebhaften, beweglichen, ideenreichen und virtuosen Melodik, oft in Verbindung mit einer vibrierenden, unruhig wirkenden Rhythmik. Darum sind seine Melodielinien besonders auf alten Aufnahmen teilweise nur bruchstückhaft erkennbar.
Anfang der vierziger Jahre erschöpfte sich der damals nicht nur in den USA enorm populäre Swing immer mehr in klischeehaften Arrangements und stereotypen Harmonien. Die häufig schlagerartigen Themen produzierten Soli mit oft typischen, vorhersehbaren Wendungen im Rahmen weiter, gut nachvollziehbarer Spannungsbögen.
Gelangweilt suchte Parker mit anderen jungen Musikern nach neuen musikalischen Wegen, die mehr kreative Entfaltung zuließen. So „zerlegte“ er die großen, nachsingbaren Bögen der Swingmelodien in lauter kleinere, motivische Fragmente, eine Technik, die schon in der „Diminution“ des Hochbarock auftaucht. Die Tempi werden oft rasend schnell, die Soli bestehen daher oft aus geradezu halsbrecherisch schnellen Ton-Kaskaden. Diese sind jedoch harmonisch und rhythmisch immer schlüssig und verlieren nie den Bezug zu den zu Grunde liegenden Akkorden. Dies erreichte Parker durch spezielle Skalen, die er schon in Kansas – während seines Rückzugs aus den öffentlichen Sessions und heimlichen Übephase – entwickelte. Er erweiterte eine normale Tonleiter um „Leit“- oder „Gleittöne“, die im Swing als disharmonisch galten, aber seine Läufe und Phrasen auf rhythmischen Schwerpunkten enden ließen. Dazu gehörte auch das im Swing „unerlaubte“ Intervall der erhöhten Quarte, deren Abwärtssprung lautmalerisch „Be-Bop“ zu sagen scheint. Zugleich integriert er die Vitalität eines starken Bluesfeelings in seine Soli.
Parkers Improvisationsstil veränderte die übliche Formelsprache des Swing auch im Blick auf die Harmonien: Diese wurden mit mehr tensions (Zusatztönen im Akkord) angereichert und wechselten häufiger. Der hypnotische Sog seines Saxophonspiels erzeugte eine Wechselwirkung mit seinen Mitmusikern: So ließen sich etwa der Schlagzeuger Kenny Clarke zu großer rhythmischer, der Pianist Thelonious Monk zu großer harmonischer Komplexität inspirieren. Parker führte diese Elemente dann wiederum auf ganz eigene Weise zusammen und bewegte sich innerhalb dieses selbst geschaffenen musikalischen Idioms mit einer einzigartigen Gewandtheit und Eleganz.
Auch als Komponist ist Parker für die Jazzgeschichte maßgebend geworden. Seine Stücke entstanden oft aus Improvisationen über längst bekannte Themen. Er benutzte einfach das Harmoniegerüst eines Standards, um darüber – meist spontan und oft erst im Studio – ein völlig neues, wiederum in sich stimmiges Thema zu erfinden. Für die auf solche Art entwickelten Themen hat sich der Fachbegriff bebop head entwickelt. Er hielt sich in der Regel nicht damit auf, dieses zu notieren, so dass er zahllose begeisterte Musikerfans und Editoren mit dem „Heraushören“ beschäftigte. Einer seiner Wahlsprüche war: „Learn the damn changes to forget them!“ – „Lern die verdammten Akkorde, um sie zu vergessen!“
Ornithology etwa ist quasi ein elegantes Solo über How High The Moon, das dessen Harmoniewechsel „beschleunigt“, Bird of Paradise eine Variation über All the Things You Are.
Oft verwendete Parker auch harmonische Grundformen des Jazz wie die Rhythm Changes von George Gershwins Hit I Got Rhythm (so beispielsweise bei Celebrity, Chasing the Bird, Kim, Moose the Mooche, Passport, Steeplechase, Anthropology, Dexterity und anderen) oder das Blues-Schema, wobei er diese Formen harmonisch erweiterte.
Beispiele für den harmonisch erweiterten sog. Parker Blues mit rhythmisch raffiniert „versetzter“ Themenphrasierung sind Au Privave, Confirmation oder Blues for Alice: Charakteristisch sind zum einen die Verwendung des Großen Septakkords (oder in der im Jazz international üblichen englischen Bezeichnung Major Seventh Chord) anstatt des Dominantseptakkords auf der I. Stufe, d. h. der Erweiterung des Durdreiklangs durch die große anstatt der kleinen Septime (s. erster Teil im Hörbeispiel), zum anderen kadenzartige Überleitungen zwischen den Hauptakkorden, insbesondere von der I. auf die IV. Stufe in den ersten 4 Takten (die z. B. in Confirmation oder Blues for Alice schon im 2. Takt beginnt). So gelang es Parker, Blues und funktionale Harmonik miteinander zu verschmelzen.
Zu Beginn wirkte sein Spiel brandneu, revolutionär und galt den Heroen der Swingära geradezu als Frevel. Er setzte ihrem eingängigen und tanzbaren Stil eine Musik entgegen, die der Erwartungshaltung des Publikums widersprach. Der Bebop war mit seinen wirbelnden Melodiekürzeln und rasanten Rhythmen als Tanzmusik ungeeignet und wurde als disharmonisch und chaotisch empfunden. Parker verstand sich anders als viele damalige schwarze und weiße Musiker nicht als Entertainer, der nur die Wünsche der Hörermasse zu bedienen hatte. Er spielte durchaus extrovertiert und reagierte oft unmittelbar auf Zurufe auf der Bühne, sah sich dabei aber als Künstler, der fortwährend seinen eigenen, individuellen musikalischen Ausdruck suchte. Dies brachte ihm anfangs nur wenige Fans und Musikerfreunde ein, während das breite Publikum ihn zunächst schroff ablehnte. So war der Bebop in seiner Blütezeit zwischen 1945 und 1950 noch keineswegs populär und setzte sich erst allmählich auch kommerziell durch.
Erst Charlie Parker gab dem Altsaxophon die dominante solistische Rolle im Combo-Jazz, die es in diesem Maße in den Big Bands der 1930er-Jahre noch nicht haben konnte. Damit gab er auch anderen Jazz-Instrumenten – vor allem Schlagzeug, Klavier, Gitarre und später der Hammond-Orgel – neue Impulse für größere solistische Freiheiten: Viele Trommler spielten fortan „melodischer“, die Harmonie-Geber rhythmischer. So definierte Parker den Jazz neu als gruppendynamisches Ereignis, das zu ungeahnten Abenteuern und Entdeckungen einlädt und dabei seine ursprüngliche Vitalität und Ausdruckskraft wiedergewinnt.
Er verfügte über einen klaren, scharf akzentuierten Ton ohne Vibrato und eine hoch virtuose Technik, was ihm bei seinen Musikerkollegen viel Bewunderung einbrachte. Der Saxophonist Paul Desmond sagte in einem Interview, bei dem Parker auch anwesend war: „Eine weitere Sache, die ein wesentlicher Faktor in Ihrem Spiel ist, ist diese phantastische Technik, der niemand ganz gleich kommt.“ Parker antwortete darauf: „Naja, Sie machen es mir so schwer, Ihnen zu antworten; Sie wissen schon, weil ich nicht erkenne, wo bei dem Ganzen etwas Phantastisches ist … Ich habe die Leute mit dem Saxophon verrückt gemacht. Ich habe da gewöhnlich mindestens 11 bis 15 Stunden täglich hineingesteckt.“
Noch heute gilt er als das überragende und unübertroffene Genie auf dem Altsaxophon, das schulbildend gewirkt hat und dem viele Jazzmusiker nacheifern. Er hat den Jazz aus den Zwängen der Unterhaltungsmusik herausgeführt und damit als eigenständige Kunstform des 20. Jahrhunderts wenn nicht „etabliert“, so doch emanzipiert. Er gilt bei Musikern, Fachwelt und Publikum als der alles überragende Gründervater des Modern Jazz. Trotzdem war Parker kein Dogmatiker und brachte viel Verständnis für neuere Entwicklungen auf. Gedanklich konnte er sogar die Anfänge einer frei improvisierten Jazzmusik nachvollziehen. Auf die Frage des Journalisten John McLellan, was Parker von Lennie Tristanos neuer Richtung halten würde, dieser kollektiven improvisierten Musik ohne Themen und Harmonien (er, McLellan, könne gar nicht verstehen wie das funktioniere) antwortete Parker: „Das sind, genau wie Sie sagen, Improvisationen, Sie wissen schon, und wenn Sie genau genug zuhören, dann können Sie die Melodie entdecken, die sich innerhalb der Akkorde weiterbewegt, jeder beliebigen Folge von Akkordstrukturen, Sie wissen schon, und anstatt die Melodie vorherrschen zu lassen. In dem Stil, den Lennie und die anderen darbieten, wird sie mehr oder weniger gehört oder gefühlt.“

## Der Mensch Charlie Parker

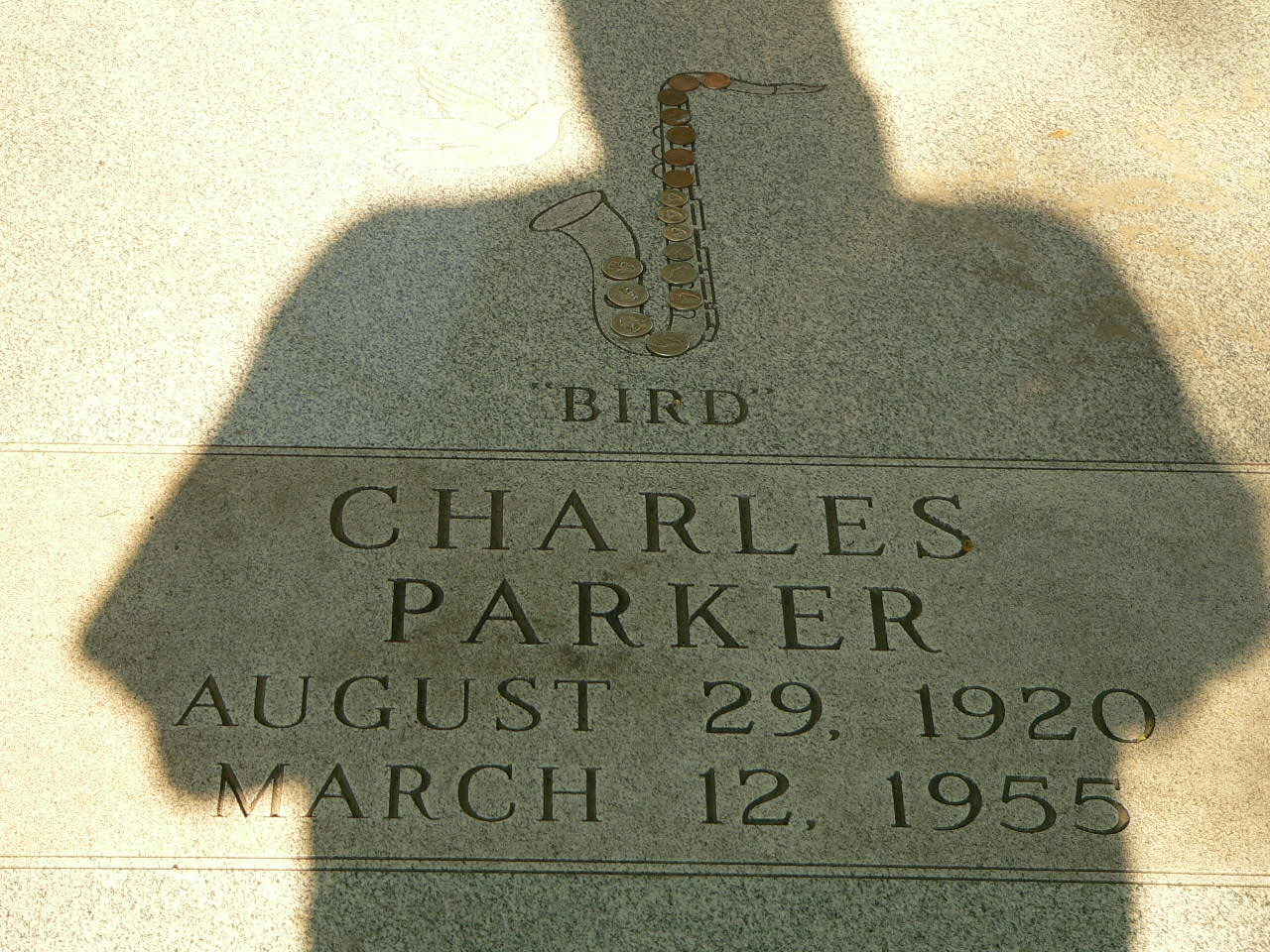
Grabplatte auf dem Lincoln Cemetery in Kansas City

Zeitgenossen beschreiben Parker als hoch sensiblen und leidenschaftlichen, aber äußerst sprunghaften, zerrissenen und zu extremem Verhalten neigenden Menschen. 
Parkers ganzes Leben war von seiner Heroinabhängigkeit beeinflusst, die letztlich auch zu seinem frühen Tod führte. Er unternahm mehrere Selbstmordversuche, einen davon 1954 mit Jodtinktur nach dem frühen Tod seiner Tochter Pree. Durch seine Abhängigkeit konnte er seine Karriere als professioneller Musiker oft nicht kontrollieren: Gelegentlich verkaufte er die Rechte an Plattenaufnahmen noch vor der Aufnahme für den Gegenwert einer Dosis Heroin. Seinem Dealer Emry Bird setzte er mit dem Stück Moose The Mooche, das nach dessen Spitznamen betitelt war, ein musikalisches Denkmal. Die Aufnahmen vom 29. Juli 1946, bei denen Loverman und The Gipsy eingespielt wurden, gelten als ein tragisches Dokument seiner Sucht und seines Verfalls: Hier ist ein von schweren Entzugserscheinungen geplagter und offenbar völlig betrunkener Parker zu hören, der nur noch „lallend“ Saxophon spielen kann. Der Jazzclub Birdland erteilte ihm 1954 Hausverbot, nachdem er auf offener Bühne einen Streit mit dem ebenfalls drogenabhängigen Pianisten Bud Powell ausgetragen und anschließend seinen Auftritt abgebrochen hatte.
Parker war insgesamt dreimal verheiratet. 1936 heiratete er Rebecca Ruffin in Kansas City und 1943 die Nachtclubtänzerin Gerri Scott. 1945 heiratete er in dritter Ehe Doris Sydnor in Tijuana in Mexiko (wobei sich in den 1960er Jahren herausstellte, dass diese Ehe nach amerikanischem Recht nicht gültig war). Seit 1950 lebte er mit Chan Berg, die er als seine Ehefrau betrachtete, obwohl sie nicht offiziell heirateten. Mit ihr hatte er den Sohn Baird (1952–2014) und die Tochter Pree (1951–1954), deren Tod ihn schwer traf. Die unklaren Eheverhältnisse sorgten für Ärger bei seiner Beerdigung und später beim Streit um das Erbe. Beim Ort des Begräbnisses setzte sich Doris Parker durch, da die Ehe noch bestand, und auf Wunsch der Mutter und Doris Parker fand ein christliches Begräbnis statt (Parker war eigentlich Atheist) und er wurde auf Drängen der Mutter in ihrer Nähe bei Kansas City beerdigt. Nach seinem Testament wollte er eigentlich in New York City begraben werden. Vor seinem Begräbnis fand eine große Trauerfeier in der Abyssynian Baptist Church in Harlem statt unter Leitung des Geistlichen und Politikers Adam Clayton Powell junior. Er liegt auf dem Lincoln Cemetery in Blue Summit begraben.

## Sonstiges
Ihm zu Ehren findet seit 1992 in New York das Charlie Parker Festival statt.
Die Rockband Sparks veröffentlichte 1994 das Lied „When I Kiss You (I Hear Charlie Parker Playing)“.
Der Komponist Moondog hat auf seinen Tod hin das Stück Bird’s Lament geschrieben. Die Musiker hatten sich zu einer gemeinsamen Aufnahme verabredet, zu der es durch den Tod von Charlie Parker nicht mehr kam.

## Kompositionen
- Ah-Leu-Cha
- Anthropology
- An Oscar for Treadwell
- Another Hairdo
- Au Privave
- Back Home Blues
- Ballade
- Barbados
- Billie’s Bounce
- Bird Gets the Worm
- Bird of Paradise
- Bloomdido
- Blue Bird
- Blues (fast)
- Blues for Alice
- Buzzy
- Card Board
- Celebrity
- Chasing the Bird
- Cheryl
- Chi Chi
- Confirmation
- Constellation
- Cosmic Rays
- Dewey Square
- Dexterity
- Diverse
- Donna Lee (mit Miles Davis)
- Kim
- K.C. Blues
- Klaun Stance
- Ko-Ko
- Laird Baird
- Leap Frog
- Marmaduke
- Merry-go-Round
- Moose the Mooche
- Mohawk
- My little Suede Shoes
- Now’s the Time
- Ornithology
- Parker’s Mood
- Passport
- Perhaps
- Quasimodo
- Red Cross
- Relaxing with Lee
- Scrapple from the Apple
- Segment
- Shawnuff (mit Dizzy Gillespie)
- She Rote
- Si Si
- Steeplechase
- The Bird
- Thriving from a Riff
- Visa
- Warming up a Riff
- Yardbird Suite

## Wichtige Aufnahmen
- Jay McShann Orchestra: „Hootie Blues“ (1939), „Honeysuckle Rose“ (1940; Station KFBI, Wichita); beide mit Charlie Parker [as].
- Charlie Parker et al.: „Cherokee“ (Livemitschnitt von 1941/42; möglicherweise entweder aus Monroe’s Uptown House oder dem Savoy Ballroom in New York).
- Red Norvo Septet: „Congo Blues“, „Slam Slam Blues“ (1945; mit Charlie Parker [as], Dizzy Gillespie [tp] u. a.).
- Charlie Parker & Dizzy Gillespie: The Birth Of Modern Jazz (Die legendären „Guild“-Sessions vom Februar & Mai 1945: Dizzy Atmosphere; Shaw Nuff; Hot House)
- „The Immortal Charlie Parker“, Savoy, 1944–1948 (CD-Sampler mit allen Jazzgrößen, mit denen Parker damals spielte), darunter die ersten Savoy-Aufnahmen (Red Cross) mit dem Tiny Grimes Quartet
- Town Hall, New York City, June 22, 1945, mit Dizzy Gillespie
- „The Charlie Parker Story“, Savoy, 1945 (Die „Koko“-Session, Quintett-Aufnahmen mit Miles Davis, Dizzy Gillespie, Bud Powell, Curly Russell, Max Roach)
- „Bird and Pres – The ’46 Concerts Jazz at the Philharmonic“
- „The Complete Dial Sessions“, Spotlite, 1946–1947 (CD-Sampler, s. o.)
- „Charlie Parker Memorial, Vol. 1“ (Savoy, 1947/48)
- „Bird: The Complete Charlie Parker on Verve“, (Mercury/Verve, 1946–1954 (s. o.))
- „The Complete Dean Benedetti Recordings“, Mosaic, 1947–1948 (nur mit einem primitiven Bandgerät aufgenommen, mehr als 40 Jahre verschollen, die „Qumran-Schriften“ des Jazz)
- „Bird on 52nd St.“ (1948)
- „The Bird Returns“ und „Newly Discovered Sides by Charlie Parker“, (Savoy, NYC, Live-Mitschnitte von September 1948 bis März 1949 aus dem Jazzclub Royal Roost.
- „Bird at St. Nick’s“ (St. Nicholas Arena, NYC, 18. Februar 1950, Jazz Workshop, 1957) mit Red Rodney [tp], Al Haig [p], Tommy Potter [b] und Roy Haynes [dr]).
- „Charlie Parker with Strings“ (1949/50)
- „Bird and Diz“, (NYC, 6. Juni 1950; mit Dizzy Gillespie [tp], Thelonious Monk [p], Curly Russell [b], Buddy Rich [dr]).
- Charlie Parker All-Stars: „Blue ’n Boogie“, „Anthropology“, „Round Midnight“, „A Night In Tunisia“ (1951; Live-Aufnahme aus dem New Yorker Birdland, mit Dizzy Gillespie [tp], Bud Powell [p], Tommy Potter [b] und Roy Haynes [dr] und einer denkwürdigen Einleitung des Diskjockeys „Symphony Sid“ Torin).
- Bird Is Free, auch Live at the Rockland Palace 1953 und The Complete Legendary Rockland Palace Concert 1952
- „Jazz at Massey Hall“, Prestige, 1953: „Salt Peanuts“ u. a. (1953; Charlie Parker [as], Dizzy Gillespie [tp], Bud Powell [p], Charles Mingus [b], Max Roach [dr]).
- „Charlie Parker at Storyville“ (Blue Note 1953, erschienen 1985) (Live-Aufnahmen aus dem Storyville-Club, Boston, mit u. a. Red Garland, Charles Thompson, Kenny Clarke)
- „Complete Recordings of Charlie Parker with Lennie Tristano“ (ed. 2006)
- „Unheard Bird: The Unissued Takes“ (ed. 2016)

## Sammlung
- The Complete Dean Benedetti Recordings of Charlie Parker (1947/48). Mosaic, 1990 – 10 LPs oder 7 CDs

### Transkriptionen
- The Charlie Parker Omnibook. Transcribed from his recordes Solos. Transkribiert von Jamey Aebersold und Ken Slone. Atlantic Music Corporation, Los Angeles 1978.

### Belletristik
- Julio Cortázar: Der Verfolger. Süddeutsche Zeitung, München 2004, ISBN 3-937793-20-8 (1. dt. Ausgabe 1978).
- Bill Moody: Bird lives! Roman. Unionsverlag, Zürich 2006, ISBN 3-293-00356-7.
Thema ist ein Mord in der Jazz Szene. Der Mörder arbeitet mit versteckten Hinweisen auf Charlie Parker.

## Filmografie
- 1950: Improvisation – Regie: Norman Granz. Musikfilm, der Parkers einzige Studiobegegnung mit Coleman Hawkins zeigt („Ballade“).
- 1988: Bird – Regie: Clint Eastwood. 161 Min. Mit Forest Whitaker als Charlie „Bird“ Parker.

Vor seiner Schauspieler- und Regielaufbahn trat Eastwood in Oakland als Pianist in Nachtclubs auf. So konnte er Parker noch auf der Bühne erleben. Eastwood hatte auch das Glück, für seinen Film noch mit dessen Witwe Chan Parker reden zu können. Seine Hommage an Bird, die Eastwood selbst finanzierte, gilt bei den Kennern der Materie als bester Jazzfilm überhaupt. Umstritten war bei einigen Jazzfans lediglich das Verfahren, die authentische Solostimme von Parker mit einer heutigen Studio-Band zu unterlegen. Der Film gewann den Oscar für den besten Ton, während Whitaker mit dem Darstellerpreis der Filmfestspiele von Cannes ausgezeichnet wurde. Eastwood erhielt 1988 den Golden Globe Award für die beste Regie.
- 1987: Bird Now. Dokumentarfilm, 90 Minuten, Regie: Marc Huraux. Deutlich authentischer als der Clint-Eastwood-Film, mit Interviews u. a. von Parkers Ehefrauen Chan Parker-Woods und Doris Parker[13]
- 1987: Celebrating Bird – The Triumph of Charlie Parker. Dokumentation, USA, 60 Min., Regie: Gary Giddins und Kendrick Simmons[14]
- 2000: „Jazz“ Gewagtes Spiel – 1945 bis 1949. Dokumentarserie von Ken Burns, Buch: Geoffrey C. Ward
- 2020: Charlie Parker, Bird Songs. Regie: Jean-Frédéric Thibault, ARTE F, Frankreich, 52 Minuten